# Distrikt San Luis (Lima)

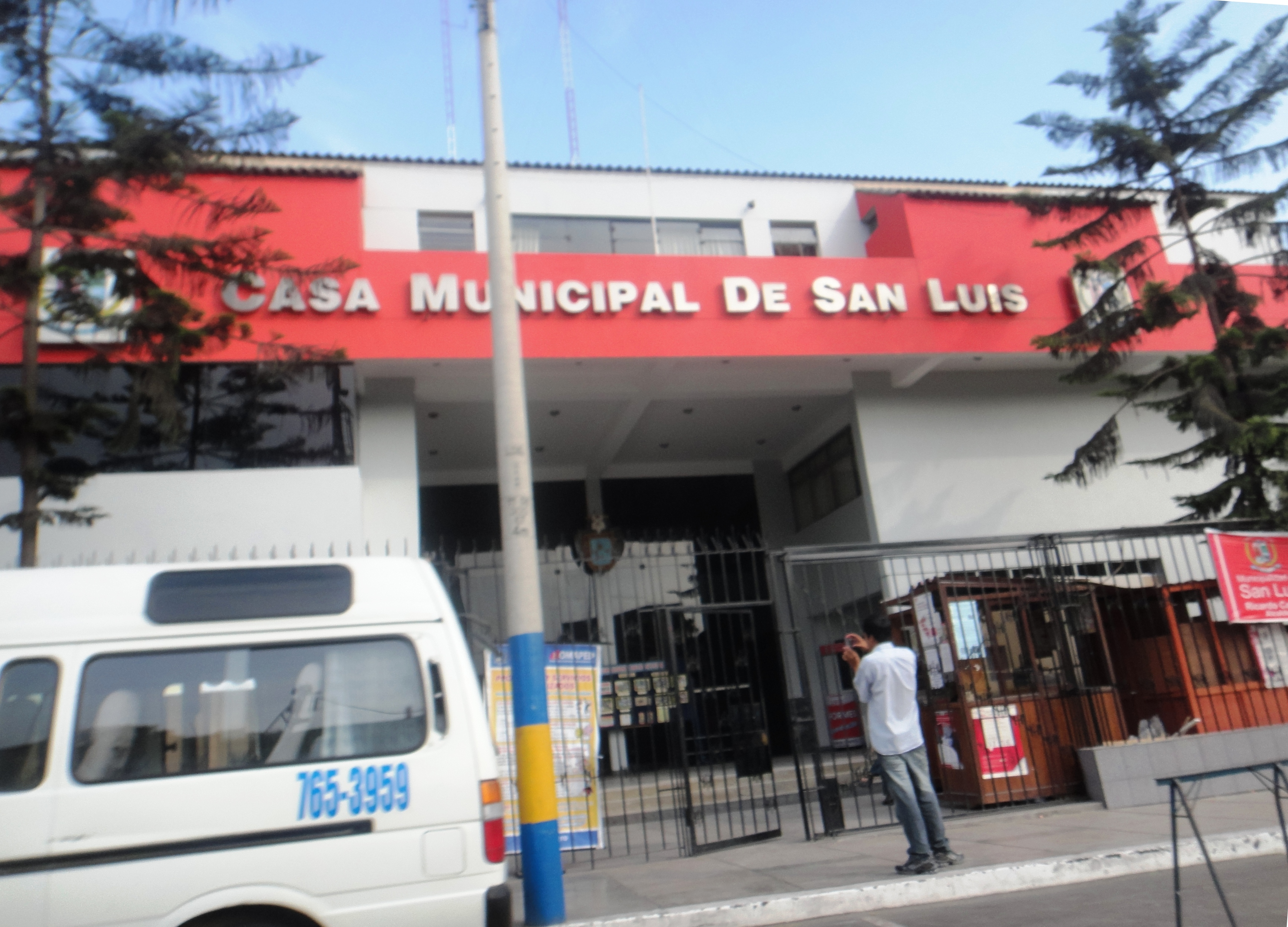
Distriktverwaltung von San Luis

Der Distrikt San Luis ist einer der 43 Stadtbezirke der Region Lima Metropolitana in Peru. Er besitzt eine Fläche von 3,49 km². Beim Zensus 2017 wurden 52.082 Einwohner gezählt. Im Jahr 1993 lag die Einwohnerzahl bei 48.909, im Jahr 2007 bei 54.634. Der Distrikt wurde am 23. Mai 1968 gegründet. Die Distriktverwaltung liegt auf einer Höhe von 175 m.

## Geographische Lage
Der Distrikt San Luis liegt 5,2 km südöstlich vom Stadtzentrum von Lima. Die Avenida Circunvalación führt durch den östlichen Teil des Distrikts in südöstlicher Richtung. Der Distrikt hat eine maximale Längsausdehnung in WSW-ONO-Richtung von 2,94 km sowie eine Breite von 2,3 km. Der Distrikt grenzt im Norden an den Distrikt El Agustino, im Osten an den Distrikt Ate, im Süden an den Distrikt San Borja sowie im Westen an den Distrikt La Victoria.